# فردریک هولمن
فردریک هولمن (انگلیسی: Frederick Holman؛ مارس ۱۸۸۳ – ۲۳ ژانویه ۱۹۱۳) یک شناگر اهل بریتانیا بود.
از افتخارات وی میتوان به کسب مدال طلا شنای ۲۰۰ متر قورباغه در بازی‌های المپیک تابستانی ۱۹۰۸ اشاره کرد.